# Karl Schneider-Manns Au
Karl Schneider-Manns Au (* 10. September 1897 in Liebenau, Steiermark; † 29. Oktober 1977 in Salzburg) war ein österreichischer Politiker des VdU und der Nachfolgerin des VdU, der FPÖ. 

## Leben
Karl Schneider-Manns Au war ein Bankbeamter.

## Politik
Schneider-Manns Au war von 1949 bis 1953 unter den Bürgermeistern Anton Neumayr (SPÖ) und Stanislaus Pacher (SPÖ) gemeinsam mit Richard Hildmann (ÖVP) bzw. dessen Nachfolger Hans Donnenberg das Amt des Bürgermeister-Stellvertreters der Landeshauptstadt Salzburg.
| Personendaten    | Personendaten                         |
| ---------------- | ------------------------------------- |
| NAME             | Schneider-Manns Au, Karl              |
| KURZBESCHREIBUNG | österreichischer Politiker (VdU, FPÖ) |
| GEBURTSDATUM     | 10. September 1897                    |
| GEBURTSORT       | Liebenau (Graz), Steiermark           |
| STERBEDATUM      | 29. Oktober 1977                      |
| STERBEORT        | Salzburg                              |